# Giovan Battista Santangelo
Giovan Battista Santangelo (Palermo, 1889 – Palermo, 1966) è stato un ingegnere italiano. Viene ritenuto il continuatore delle opere di Ernesto Basile. Fu docente d'ingegneria presso l'Università di Palermo.

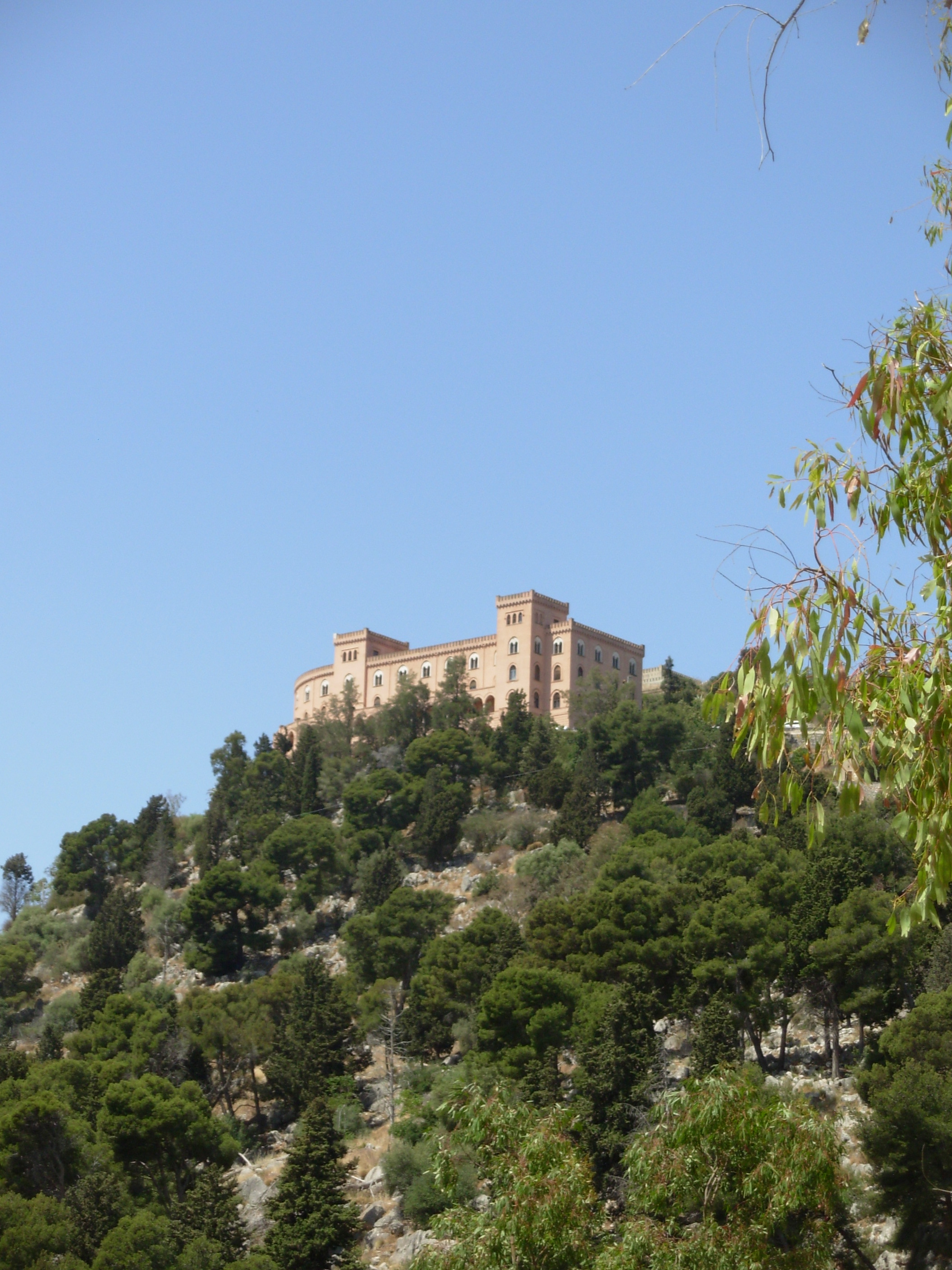
Il Castello Utveggio progettato da Giovan Battista Santangelo

Operò principalmente a Palermo e provincia, dove realizzò il Palazzo Savona, il cinema Imperia, la prima versione del 1932 dello Stadio Renzo Barbera (già stadio Littorio), il Castello Utveggio sul Monte Pellegrino e il cinema Massimo, inaugurato nel 1924, oggi Teatro al Massimo.
Insieme all'architetto Luigi Epifanio lavorò alla realizzazione, nel 1929, del nuovo quartiere Littorio, oggi noto come Quartiere Matteotti.
Nel 1920 si occupò della realizzazione della diga del Gleno che crollò il 1º dicembre del 1923 causando circa 356 morti.